# 지동
지동(池洞)은 대한민국 경기도 수원시 팔달구의 행정동이다. 팔달구 북동쪽에 있으며, 동쪽으로 우만동과 남쪽으로 인계동, 서쪽으로 행궁동과 경계를 접하고 있다.

## 개요
지동은 큰 연못이 있었다고 해서 붙여진 이름으로 고유어로는 '못골'이라는 지명이 지금도 쓰이고 있다. 1912년 당시에는 수원군 남부면 지동이었다가 1914년 일제의 행정구역 통폐합으로 태장면 ‘지리’가 되었다. 1936년 수원읍에 편입되어 지야정(池野町)이 되었으며, 1949년 수원읍이 수원부(수원시)로 승격되면서 ‘지동’으로 되었다. 1963년 행정구역 통폐합으로 지동과 우만동의 행정동명을 ‘지만동’(池滿洞)이라 하였다. 1988년 수원시의 구제 실시로 장안구에 편성되고 1990년 1월 1일, 시 조례 제1607호로 지만동을 지동과 우만동으로 다시 분동하였다. 1993년 팔달구의 설치로 이곳에 편입되어 수원시 팔달구 지만동이 되었다.

## 법정동
- 지동

## 교육

### 수원시팔달구사립대학교[2]
- 아주대학교

## 교통
- 경수산업도로